# Białe małżeństwo (socjologia)
Białe małżeństwo – określenie małżeństwa, w którym mąż i żona nie współżyją ze sobą seksualnie. 
Powodem do prowadzenia tego rodzaju związku są najczęściej względy religijne. Na przykład, kiedy osoby rozwiedzione, które zawarły ponowne związki małżeńskie oraz ich partnerzy, nie mogą być dopuszczone do sakramentu pokuty i Eucharystii, gdyż żyją w grzechu cudzołóstwa lub w stałej okazji do grzechu, mogą uczestniczyć w Eucharystii tylko wtedy, gdy wyrzekną się współżycia seksualnego. 

## Historia
Ideał życia w tego typu związku wywodzi się z formy małżeństwa św. Józefa z Maryją, w której oboje żyli. Taką formę ich małżeństwa przekazuje tradycja i nauka Kościoła katolickiego i prawosławnego. Ikonografia chrześcijańska w niektórych przedstawieniach podkreśla naukę o wieczystym dziewictwie Matki Bożej, przedstawiając Józefa jako starszego mężczyznę. Idea owdowiałego Józefa opiera się na relacjach apokryficznych, takich jak Protoewangelia Jakuba. Mówi się też, że niektórzy święci żyli całkowicie lub tymczasowo w takim małżeństwie. Przykładem tego typu małżeństwa było to św. Kingi z Bolesławem V Wstydliwym oraz małżeństwo Luigi i Marii Beltrame Quattrocchiich.

## Implikacje prawne
Z punktu widzenia prawa cywilnego białe małżeństwa nie są podstawą jego nieważności. Inaczej rzecz się ma w prawie kanonicznym, gdzie brak współżycia, „nieskonsumowania” związku, może być podstawą do stwierdzenia jego nieważności. 